# Хулунь-Нур
Хулунь-Нур (Далайнор) (кит.: 又名達賚湖, монг. Далай нуур), або Хулун-Нур (кит.: 呼倫湖) — озеро на плоскогір'ї Барга (на висоті 539 м) в Автономному районі Внутрішня Монголія в північно-східній частині Китаю; площа змінна, середня 2315 км².
Це одне з п'яти найбільших прісноводних озер Китаю, що займає 2339 км ² (за іншими джерелами 1100 км ²). Глибина варіює від 6 до 9 метрів в залежності від обсягу опадів у році. В озеро впадають річки Керулен і Орчун-Гол. При високому рівні, води з Далайнора стікають у річку Аргунь.
Береги низькі, заболочені ділянки чергуються з піщаними.
Озеро охороняється Рамсарською конвенцією, а також програмою ЮНЕСКО «Людина та біосфера».